# جوردان تيزيه
جوردان تيزيه (مواليد 30 سبتمبر 1999) هو لاعب كرة قدم هولندي يلعب في مركز الظهير الأيمن في نادي آيندهوفن.

## روابط خارجية
- جوردان تيزيه على موقع الاتحاد الأوربي (الإنجليزية)
- جوردان تيزيه على موقع إي إس بي إن إف سي (الإنجليزية)
- جوردان تيزيه على موقع قاعدة بيانات كرة القدم.إي يو (الإنجليزية)
- جوردان تيزيه على موقع ليكيب (الفرنسية)
- جوردان تيزيه على موقع ناشيونال فوتبول تيمز (الإنجليزية)
- جوردان تيزيه على موقع Soccerbase.com (لاعب) (الإنجليزية)
- جوردان تيزيه على موقع Soccerway.com (الإنجليزية)
- جوردان تيزيه على موقع عالم كرة القدم.نت (الإنجليزية)
- جوردان تيزيه على موقع AS.com (الإسبانية)